# 臭鱖魚

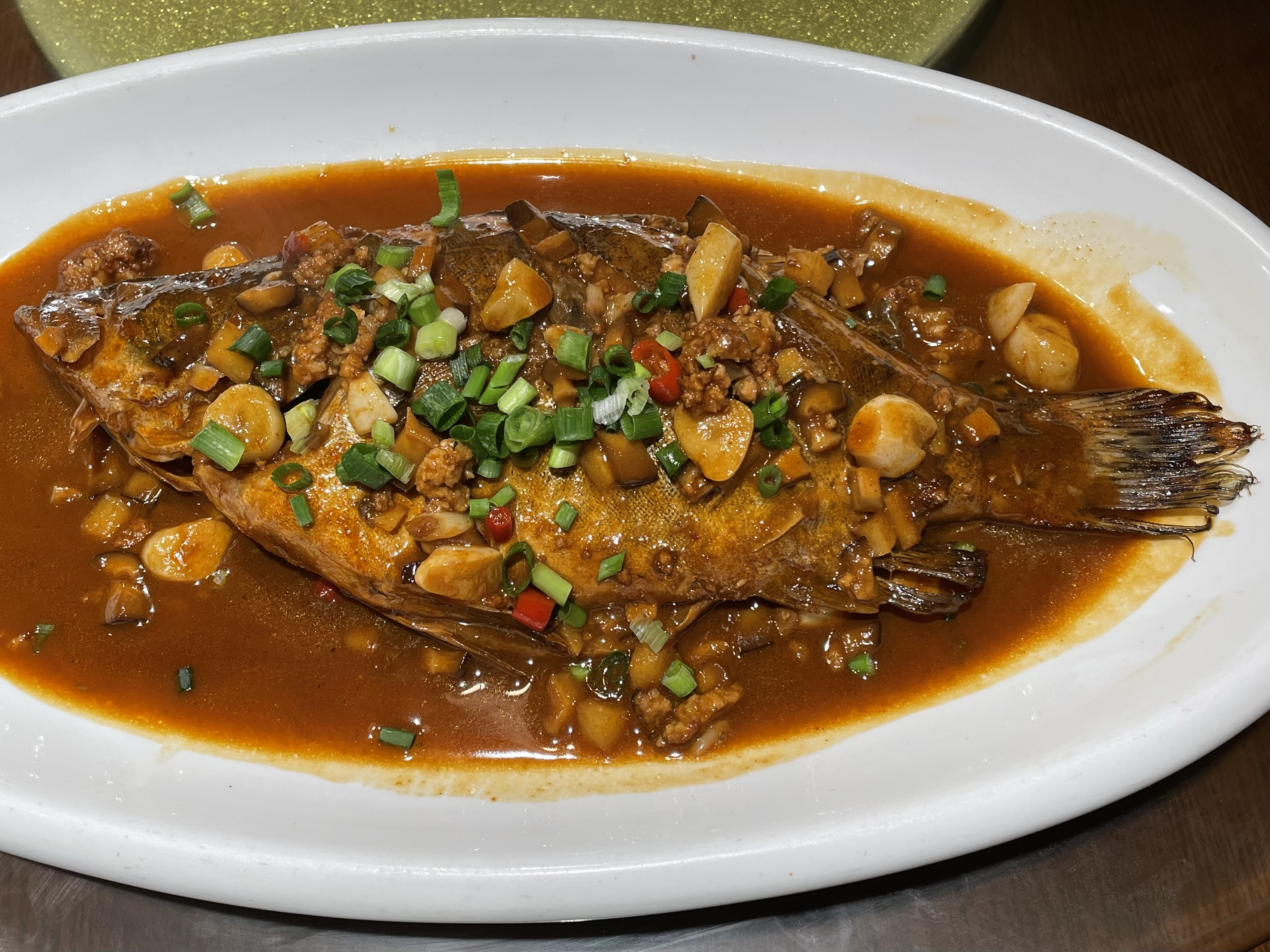
臭鳜鱼

臭鳜鱼，又名腌鲜鳜鱼，是安徽省黄山市一带的特色菜餚，用鱖魚製成，也是徽菜的代表之一。

## 菜餚特色
通过腌制和发酵的臭鳜鱼，闻起来臭吃起来却很香，鱼肉呈蒜瓣，肉质鲜嫩、醇滑爽口。

## 由来
相传有一位苗姓徽州知府酷爱吃鲜鳜鱼，便有专人在天气转凉时为他运送鳜鱼，但在一次运送途中天气突然又热了起来，死掉的鳜鱼散发出微微的臭味。运送的专人便在鳜鱼上抹上盐腌制起来杀其臭味。厨师用运送来的鳜鱼烧製了别有一番风味的臭鳜鱼。苗姓知府吃过臭鳜鱼后大赞。臭鳜鱼也渐渐成为名声远扬的徽菜之一。

## 营养价值
鳜鱼内含有丰富的蛋白质和脂肪以及少量维生素、钙、钾、镁、硒等营养元素。
鳜鱼的肉质细嫩，极易消化，适于儿童、老人及体弱，脾胃消化功能不佳者食用；并且还具有补气益脾的滋补功效。

## 資料來源
1. ↑  . www.aidiao.com.   [2019-03-29]. （原始内容存档于2019-03-29）.
2. ↑  . www.pingguolv.com.   [2019-03-29].[]